# Anna Popplewell

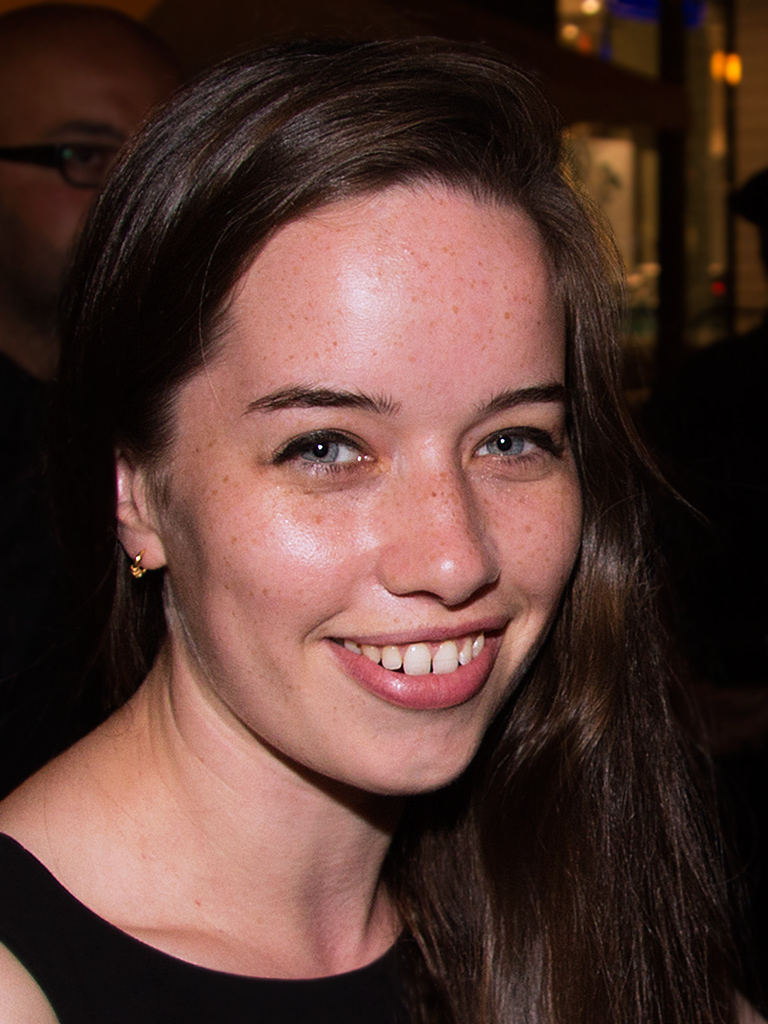
Anna Popplewell (2013)

Anna Katharine Popplewell (* 16. Dezember 1988 in London) ist eine britische Filmschauspielerin. Bekanntheit erlangte sie in der Rolle der Susan Pevensie in der Filmreihe Die Chroniken von Narnia.

## Leben und Karriere
Popplewell wurde in gutbürgerlichen Verhältnissen geboren. Ihre Mutter ist Ärztin, ihr Vater Rechtsanwalt. Sie selbst hat zwei jüngere Geschwister, von denen ihr Bruder Freddie bereits in Peter Pan (2003) sowie ihre Schwester Lulu in Tatsächlich… Liebe (2003) mitgewirkt haben.
Seit 1994 (ihrem sechsten Lebensjahr) besuchte Popplewell die Allsorts Drama School in London, eine Einrichtung, in der nicht nur Schauspiel unterrichtet wird, sondern die auch über eine eigene Agentur verfügt. Über diese Agentur werden die Schüler an professionelle Filmproduktionen vermittelt.
Ihr Durchbruch gelang ihr 2005, als sie Susan Pevensie in Die Chroniken von Narnia: Der König von Narnia verkörperte. In den Fortsetzungen der Reihe, Prinz Kaspian von Narnia und Die Reise auf der Morgenröte, spielte sie ebenfalls die Rolle der Susan. Von 2013 bis 2016 spielte sie die Rolle der Lola, eine Hofdame der schottischen Königin Maria Stuart, in der Serie Reign.
Popplewell ist seit dem 14. Mai 2016 mit dem Schauspielkollegen Sam Caird verheiratet.

## Filmografie (Auswahl)
- 1999: Mansfield Park
- 2000: Der kleine Vampir (The Little Vampire)
- 2001: Meine beste Freundin (Me Without You)
- 2003: Das Mädchen mit dem Perlenohrring (Girl with a Pearl Earring)
- 2005: Die Chroniken von Narnia: Der König von Narnia (The Chronicles of Narnia: The Lion, the Witch and the Wardrobe)
- 2008: Die Chroniken von Narnia: Prinz Kaspian von Narnia (The Chronicles of Narnia: Prince Caspian)
- 2010: Die Chroniken von Narnia: Die Reise auf der Morgenröte (The Chronicles of Narnia: The Voyage of the Dawn Treader)
- 2012: Payback Season
- 2012: Halo 4: Forward Unto Dawn (Miniserie, 5 Episoden)
- 2013–2016: Reign (Fernsehserie, 62 Folgen)
- 2022: The Gallery
- 2023: The Nun II